# Търговски център (сериал)
„Търговски център“ (на италиански: CentoVetrine - букв. превод - „Сто витрини“) e италианска сапунена опера, излъчена в периода 2001–2016 г. Сериалът е продукция на италианската телевизионна компания Mediaset, като премиерно е излъчен по Canale 5 Mediaset (с изключение на Сезон 14, който е излъчен по Rete 4 Mediaset), след това повторно и по Mediaset Italia, включително и към днешна дата. Поредицата е повтаряна и по канал Hallmark, а изключелен успех има в Руската федерация, където първите четири сезона са излъчени под името „Тысяча витрин“.

## Сюжет
Елена Новели се завръща в родния си град, където животът ѝ случайно или не се завърта около местния търговски център. Събитията започват се развиват с главозамайваща скорост, когато тя разбира, че собственикът на центъра е неин баща. Оказва се, че има и сестра, която ревнува, но крие тайната си. Така за кратко време Елена попада в мрежа от интриги, като междувременно успява да се влюби и дори да се озове в затвора.

## Актьори
- Роберто Алпи – Еторе Фери
- Елизабета Кораини – Лаура Бекария
- Серджио Трояно – Валерио Бетини
- Микеле Д'Анка – Себастиан Кастели
- Мариана Де Микели – Карол Гримани
- Алесандро Марио – Марко Дела Рока
- Игор Барбаза – Дамяно Бауер
- Алекс Бели – Якопо Кастели
- Катерина Мисаси - Фиама Брера Кастели
- Барбара Клара – Виола Кастели
- Линда Колини – Чичилия Кастели
- Лучано Роман – Лео Брера
- Джакопо Вентуриеро – Адам Вега
- Анна Фавела – Алба Бонесчи
- Серена Бонано – Елена Новели Фери
- Даниела Фазолари – Анита Фери
- Роберто Фарнеси – Джулиано Горсини
- Масимо Була – Габриеле Андриаси
- Андреа Бермани – Федерико Бетини
- Мелания Макафери – Франческа Бетини
- Сабрина Маринуки – Роса Бианко
- Лина Бернарди – Софи Росеау
- Камило Мили – Уго Монти
- Клементе Пернарела – Паоло Монти
- Анна Станте – Беатриче Ле Гоф
- Франческа Ревлиджио – Бенедета Монти
- Мери Асириде – Фатима Хазим

## Излъчване
| Сезон | Епизоди | Оригинално излъчване | Канал    |
| ----- | ------- | -------------------- | -------- |
| 1     | 230     | 2001                 | Canale 5 |
| 2     | 230     | 2001 – 2002          | Canale 5 |
| 3     | 230     | 2002 – 2003          | Canale 5 |
| 4     | 230     | 2003 – 2004          | Canale 5 |
| 5     | 230     | 2004 – 2005          | Canale 5 |
| 6     | 230     | 2005 – 2006          | Canale 5 |
| 7     | 230     | 2006 – 2007          | Canale 5 |
| 8     | 230     | 2007 – 2008          | Canale 5 |
| 9     | 230     | 2008 – 2009          | Canale 5 |
| 10    | 230     | 2009 – 2010          | Canale 5 |
| 11    | 232     | 2010 – 2011          | Canale 5 |
| 12    | 228     | 2011 – 2012          | Canale 5 |
| 13    | 174     | 2012 – 2013          | Canale 5 |
| 14    | 192     | 2013 – 2014          | Rete 4   |
| 15    | 192     | 2014 – 2016          | Canale 5 |

## В България
В България сериалът е излъчен през 2005 – 2006 г. по bTV излъчвайки първи сезон. На 11 януари 2010 г. започва четвърти сезон и спира на 22 януари след излъчени 10 епизода. На 2 юни 2020 г. започва четиринадесети сезон и завършва на 2 септември. На 3 септември започва петнадесети сезон и завършва на 18 декември.
Дублажният състав бива сменен в четиринадесети сезон и ролите се озвучават от Мими Йорданова, Ирина Маринова, която по-късно е сменена с Цветослава Симеонова, Георги Стоянов, който по-късно е сменен с Петър Бонев, Димитър Ангелов, който по-късно е сменен с Иво Райков и Светломир Радев.